# العائلة المقدسة (كتاب)

العائلة المقدسة (بالألمانية: Die heilige Familie) وعنوانه الأصلي نقد النقد النقدي (بالألمانية: Kritik der kritischen Kritik) هو كتاب ألفه كارل ماركس وفريدريك إنجلز في نوفمبر 1844. الكتاب هو نقد للهيجليين الشباب واتجاههم الفكري الذي كان شائعا جدا في الأوساط الأكاديمية في ذلك الحين. كان عنوان الكتاب من اقتراح الناشر، ويقصد به إشارة ساخرة للإخوين باور ومؤيديهم. أثار الكتاب جدلا مع الصحافة ودفع برونو باور لمحاولة دحض الكتاب في مقال نشر في Wigand's Vierteljahrsschrift في عام 1845. ادعى باور أن ماركس وإنجلز أساءا فهم ما كان يحاول قوله. رد ماركس في وقت لاحق على رده بمقالة نشرت في مجلة Gesellschaftsspiegel في يناير 1846. كما ناقش ماركس الحجة في الفصل الثاني من الأيديولوجية الألمانية.

## التاريخ
خلال إقامة إنجلز القصيرة في باريس (1844)، اقترح ماركس أن يكتبوا معا نقدا لموضة تلك الأيام، الهيجليون الشباب. أثناء تنفيذ خطتهم، تم إنجاز أول مشروع مشترك للكتابة بين الرجلين، وبالتالي كانت تلك بداية صداقتهما.
بعد المحادثة بينهما، بدأا في وضع خطة لكتاب عن توجه الهيجليون الشباب الذي كان توجها فكريا ذي شعبية واسعة في الدوائر الأكاديمية. ووافقا على المشاركة في تأليف المقدمة، وقسموا الأقسام الأخرى بينهما. أنهى إنجلز فصوله المخصصة قبل مغادرته باريس. كتب ماركس حصة أكبر من العمل، وأتم الكتابة بحلول نهاية نوفمبر 1844. (ماركس سوف يستمد من المخطوطات الاقتصادية والفلسفية، التي عمل عليها في ربيع وصيف عام 1844.)
تم إضافة العنوان الرئيسي - «العائلة المقدسة» - بناء على اقتراح الناشر لونثال. وهي إشارة ساخرة للأخوين باور (برونو وإدغار) ومؤيديهم بين الهجيليين الذين حاولوا تحديث المسيحية، وبالتالي العنوان الفرعي «نقد النقد النقدي». وفي وقت لاحق سيواصل ماركس هذا السخرية من خلال الإشارة إليهما باسم القديس برونو، القديس ماكس (ستيرنر)، الخ.
أثار الكتاب ضجة في الصحف. أشارت إحدى الصحف إلى أنه يعبر عن آراء اشتراكية لأنه ينتقد "قصور نصف التدابير الموجهة للقضاء على الأمراض الاجتماعية في عصرنا". شخضت الصحافة المحافظة على الفور بالعناصر الراديكالية المتأصلة في حججه العديدة. وكتبت إحدى الصحف أنه في كتاب العائلة المقدسة "كل سطر يوعظ للثورة... ضد الدولة، الكنيسة، الأسرة، الشرعية، الدين والممتلكات". ولاحظت أيضا أنه "يركز على أكثر التوجهات الشيوعية جذرية وعلنية، وهذا أمر أخطر لأنه لا يمكن إنكار معرفة السيد ماركس الواسعة للغاية أو قدرته على الاستفادة من ترسانة جدلية من منطق هيغل، ما يسمى عادة "المنطق الحديدي".

## وصلات خارجية
- النص الألماني الكامل (Die Heilige Familie)
- النص الكامل بالإنجليزية